# آهنگران (بدره)
آهنگران، روستایی در دهستان هندمینی بخش هندمینی شهرستان بدره در استان ایلام ایران است.

## جمعیت
بر پایه سرشماری عمومی نفوس و مسکن در سال ۱۳۹۵، جمعیت این روستا برابر با ۱۳۹ نفر (۳۳ خانوار) بوده‌است.